# Thou Swell
Thou Swell ist ein Popsong, den Richard Rodgers (Musik) und Lorenz Hart (Text) verfassten und 1927 veröffentlichten.

## Hintergrund

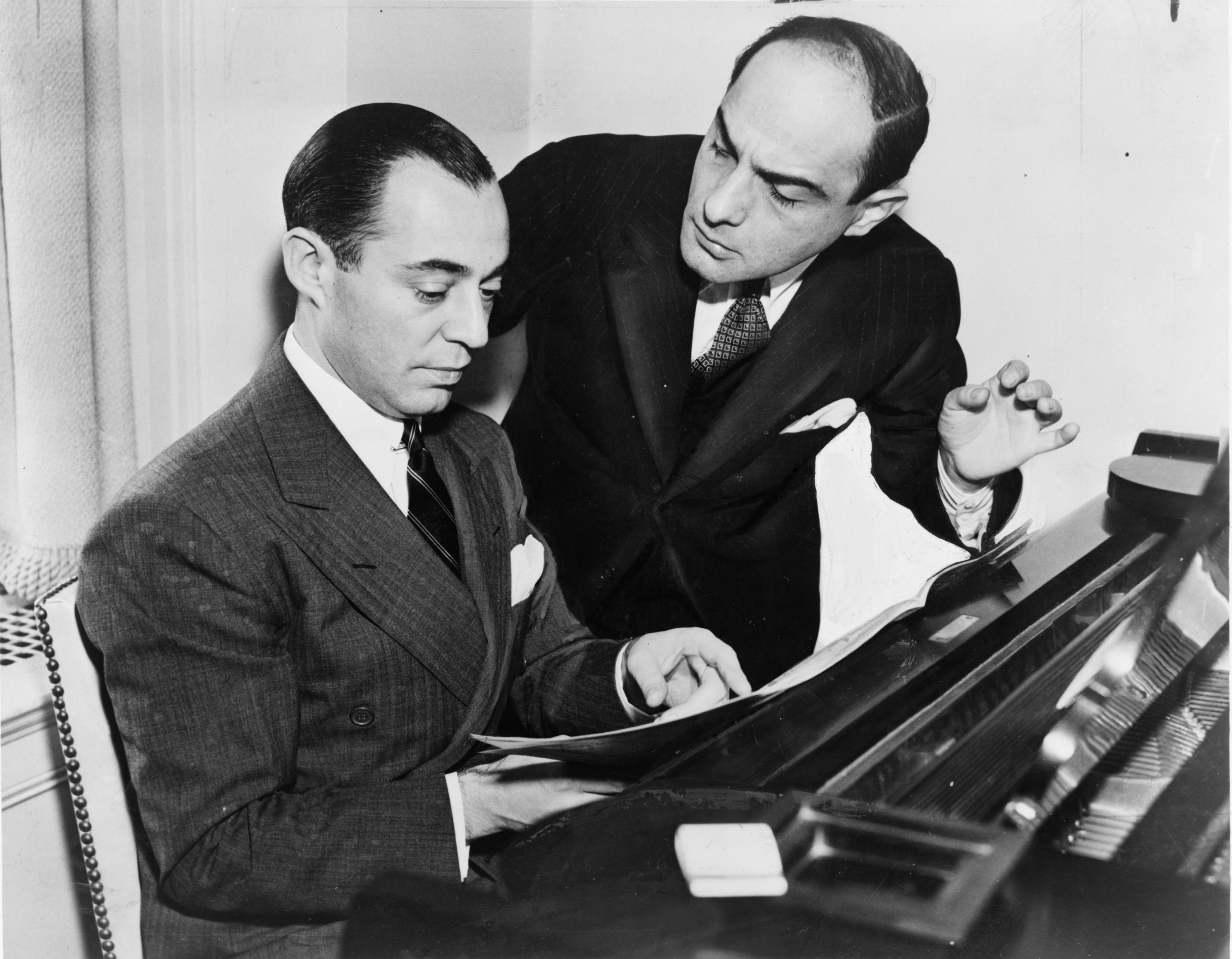
Richard Rodgers (links) und Lorenz Hart (1936)

Das Lied des Songwriterteams Rodgers und Hart wurde für die Musikkomödie A Connecticut Yankee geschrieben, die auf Mark Twains Buch Ein Yankee am Hofe des Königs Artus (1889) basierte. Premiere hatte das Stück am 2. November 1927 im New Yorker Vanderbilt Theatre; vorgestellt wurde Thou Swell von William Gaxtob und Constance Carpenter. Ein weiterer bekannter Song aus dem Stück war My Heart Stood Still. Die Aufführung 1929 in London fand unter dem Titel A Yankee at the Court of King Arthur statt, mit Vivienne Segal in der Hauptrolle.
Der „temperamentvolle“, „in einem ausgelassenen Tempo“ zu spielende Song ist in F-Dur in der Form ABA'B'/A geschrieben. Lorenz Harts Liedtext mischt zeitgenössische und altenglische Allusionen wie Wouldst kiss me pretty?, Hear me holler und Thou swell. In der Liedmelodie waren Synkopierungen vorherrschend, bei den Worten I choose a sweet lollapaloosa in thee zeigt sich Ragtime-Einfluss. In seinem Buch The Poets of Tin Pan Alley: A History of America’s Great Lyricists meinte Philip Furia, „‚A Connecticut Yankee‘ gab Hart eine optimale Ausgangslage, die Sentimentalität von Reimen antiquierter Diktion mit modernem Slang zu unterhöhlen. Wie Mark Twain, der in der Buchvorlage gemischte Western-Umgangssprache mit mittelalterlichen Archaismen vermengte, sprang Hart in Songs wie ‚Thou Swell‘ zwischen sprachlichen Extremen hin und her.“

## Erste Aufnahmen und spätere Coverversionen
Zu den ersten Musikern, die den Song ab Dezember 1927 in den Vereinigten Staaten aufnahmen, gehörten Johnny Johnson/Jack Teagarden (Victor), Willard Robison (Pathé), die Louisiana Sugar Babes (Victor, mit Jabbo Smith, Garvin Bushell, James P. Johnson, Fats Waller), Bix Beiderbecke (OKeh), in England Bert Ambrose. Am erfolgreichsten war in den USA Ben Selvins Aufnahme für Columbia Records, die 1928 sieben Wochen in den US-Charts stand und #10 erreichte.
Der Diskograf Tom Lord listet im Bereich des Jazz insgesamt 327 (Stand 2015) Coverversionen; hervorhebenswert sind die Aufnahmen u. a. von  Dorothy Ashby, Joanne Brackeen, Betty Carter/Ray Bryant, Nat King Cole, George Coleman, Blossom Dearie,  Dorothy Donegan, Ella Fitzgerald, Stan Getz, Bobby Hackett, Roland Hanna, Stacey Kent, John Lewis/Lester Young, Billy May, Rob McConnell, Charlie Parker, Oscar Peterson, Bud Shank, Horace Silver, Billy Taylor, Wesla Whitfield,  Joe Williams und Sarah Vaughan.